# Stefan Steiner (Künstler)
Stefan Steiner (* 9. Februar 1963 in Steinhausen ZG) ist ein Schweizer bildender Künstler.

## Leben
Steiner ist Maler und Zeichner, seine abstrakten Bilder in Acryl oder als Aquarell gehören zur gestischen Farbmalerei. Von 1985 bis 1988 absolvierte er die Hochschule für Gestaltung Luzern bei Anton Egloff. Seit 1988 lebt er in Deutschland. 1988 erhielt er ein Weiterbildungsstipendium der Stiftung Landis & Gyr. 1989, 1990 und 1996 erhielt er Werkbeiträge des Kantons Zug. Von 1988 bis 1992 besuchte er die Kunstakademie Düsseldorf, wo er Meisterschüler bei Günther Uecker war. 1995 war er beim Max-Pechstein-Förderpreis nominiert worden. Er gab Lehrveranstaltungen an der Kunstakademie Münster. 
Steiner hatte mehrere Ausstellungen in Deutschland und der Schweiz. Seit Ende der 1980er Jahre schuf er Künstlerbücher und Kunstbuchobjekte, diese wurden 2013 in einer Retrospektive in der Kunsthalle Ziegelhütte in Appenzell gezeigt, zu der im Verlag Steidl ein Katalogband erschien. 
Seine Kunst verflechtet er u. a. mit Musik; so konzipierte er Atelierkonzerte u. a. mit Malika Kishino und Antoine Beuger.

## Ausstellungen (Auswahl)
- 1992: Mythos Rhein, Kunstverein Ludwigshafen
- 1992: Aus Privatbesitz – Zeichnungen aus dem 20. Jahrhundert, Kunsthaus Zug
- 1995:	Ausstellung zur Verleihung des Max-Pechstein-Förderpreises, Städtisches Museum Zwickau
- 1998:	Kunst aus Zug – Die Sammlung, Kunsthaus Zug
- 2002: morgen die röte – Helle Dunkelheit, (mit André Gysi), Kunsthaus Zug
- 2006: zählen von eins bis sechsundzwanzig, Kunst- und Museumsbibliothek der Stadt Köln
- 2013: Stefan Steiner – Efach, Einfach, Kunsthalle Ziegelhütte, Appenzell
- 2016: Zeitgenössische Kunst aus Zug, Werke des Kantons, Kunsthaus Zug

## Publikationen
Ausstellungskataloge, verlegte Künstlerbücher
- Roland Scotti (Hrsg.): Blaupause. Parerga-Verlag, Berlin, 1996, ISBN 3-930450-08-9.
- André Gysi – helle Dunkelheit, Stefan Steiner – morgen die Röte. Kunsthaus Zug, Zug 2002, ISBN 3-906545-11-3.
- bald augenblick. 2002.
- zählen von eins bis sechsundneunzig. 2006. OCLC 856662378
- Efach, Einfach. Steidl Verlag, Göttingen 2013, ISBN 978-3-86930-657-5 (Ausstellungsbegleitbuch: Stefan Steiner – Efach, Einfach, Kunsthalle Ziegelhütte Appenzell, 9. Mai bis 1. September 2013).
- Andreas Grosz (Text), Stefan Steiner (Ill.): Arbeiten auf Papier. Ausstellungskatalog, Salon Verlag & Edition, Köln 2016, ISBN 978-3-89770-471-8.